# درویکوو
درویکوو (به چکی: Dřevíkov) یک منطقهٔ مسکونی در جمهوری چک است که در Vysočina واقع شده‌است. درویکوو ۲٫۲۷ کیلومتر مربع مساحت دارد ۵۶۵ متر بالاتر از سطح دریا واقع شده‌است.